# Leptosomatidae
Inte att förväxla med fågelfamiljen Leptosomidae.
Leptosomatidae är en familj av marina rundmaskar som lever i den bentiska zonen. Enligt Catalogue of Life ingår familjen i ordningen Dorylaimida, klassen Adenophorea, fylumet rundmaskar och riket djur, men enligt Dyntaxa placeras den istället i ordningen Enoplida. Enligt Catalogue of Life omfattar familjen Alaimidae 27 arter. 
Släkten i alfabetisk ordning enligt Catalogue of Life och Dyntaxa:
- Barbonema
- Corythostoma
- Cylicolaimus
- Deontostoma
- Eusynonchus
- Leptosomatides
- Leptosomatina
- Leptosomatum
- Leptosomella
- Macronchus
- Metacylicolaimus
- Nuadella
- Parabarbonema
- Paracylicolaimus
- Paraleptosomatides
- Paratuerkiana
- Platycoma
- Platycomopis
- Platycomopsis
- Pseudocella
- Rhinonema
- Ritenbenkia
- Synonchoides
- Synonchus
- Syringonomus
- Thoracostoma
- Turbolaimella